# Villa Carlota (Tiana)
La Villa Carlota, també coneguda com a Ca l'Arnú, és un edifici de Tiana (Maresme) inclòs a l'Inventari del Patrimoni Arquitectònic de Catalunya.

## Descripció
És una casa exempta formada per dos cossos, el principal de planta rectangular i coberta a dues vessants amb el carener perpendicular a la façana. El segon cos annexat a la banda dreta del primer és de menor alçada i està cobert per un terrat. Sobresurt una petita torreta coronada per una teulada de quatre vessants molt inclinades. En conjunt destaca el treballa de la cornisa, de maó; els angles de l'edifici, de maó vist; i les teulades envernissades.
L'edifici es troba envoltat d'un ampli jardí i resulta especialment interessant el mur de tancament que l'envolta, realitzat amb fragments separats per pilars i que permeten la perfecta adaptació al desnivell del terreny. Cal remarcar que hi ha un bon treball de maó o totxo.

## Història
El 1903, els industrials químics Arno Jäger i Karl L. Hoehl van fundar la fàbrica de nines de porcellana Jäger & Hoehl a Montgat. El 1912, Hoehl va deixar l'empresa, que passà dir-se Fábrica de Porcelana, Arno Jäger.
Arno Jäger va comprar la finca de Can Tinet a Tiana, on va viure alguns anys, i el 1925 va encarregar a l'arquitecte badaloní Joan Amigó i Barriga el projecte d'una nova residència, anomenada Vlla Carlota en honor de la seva esposa Carlota Wicht Berthold.
Cap al 1930, la fàbrica produïa jocs de cafè i te, tasses fines i semigruixoses, hospitalàries publicitàries, articles perforats per teixir, aïlladors elèctrics, taps d'ampolles, tasses, oueres, cendrers, joguines, caps de nines. Tenia forns amb flames intermitents i un forn de mufla, i hi treballaven 150 persones. Jäger va morir el setembre de 1931 i la seva vídua es va casar amb l'industrial Felip Castelló, que va assumir la direcció de l'empresa.
El 1937, durant la Guerra Civil espanyola, la fàbrica fou col·lectivitzada, i el 1944 va canviar de nom a Fábrica Porcelana Mongat Arno Jäger - Suc. Felipe Castelló y Cía, S. en C. El 1956, un any abans de la mort Felip Castelló, el seu fill Jordi Castelló Wicht es va fer càrrec de l'empresa. Al voltant del 1963, produïa plats domèstics i per a hotels i resturants i articles de promoció. Tenia cinc forns rodons i un forn de túnel i 350 treballadors. El 1977, van començar els problemes financers que van dur-ne al tancament el 1978.

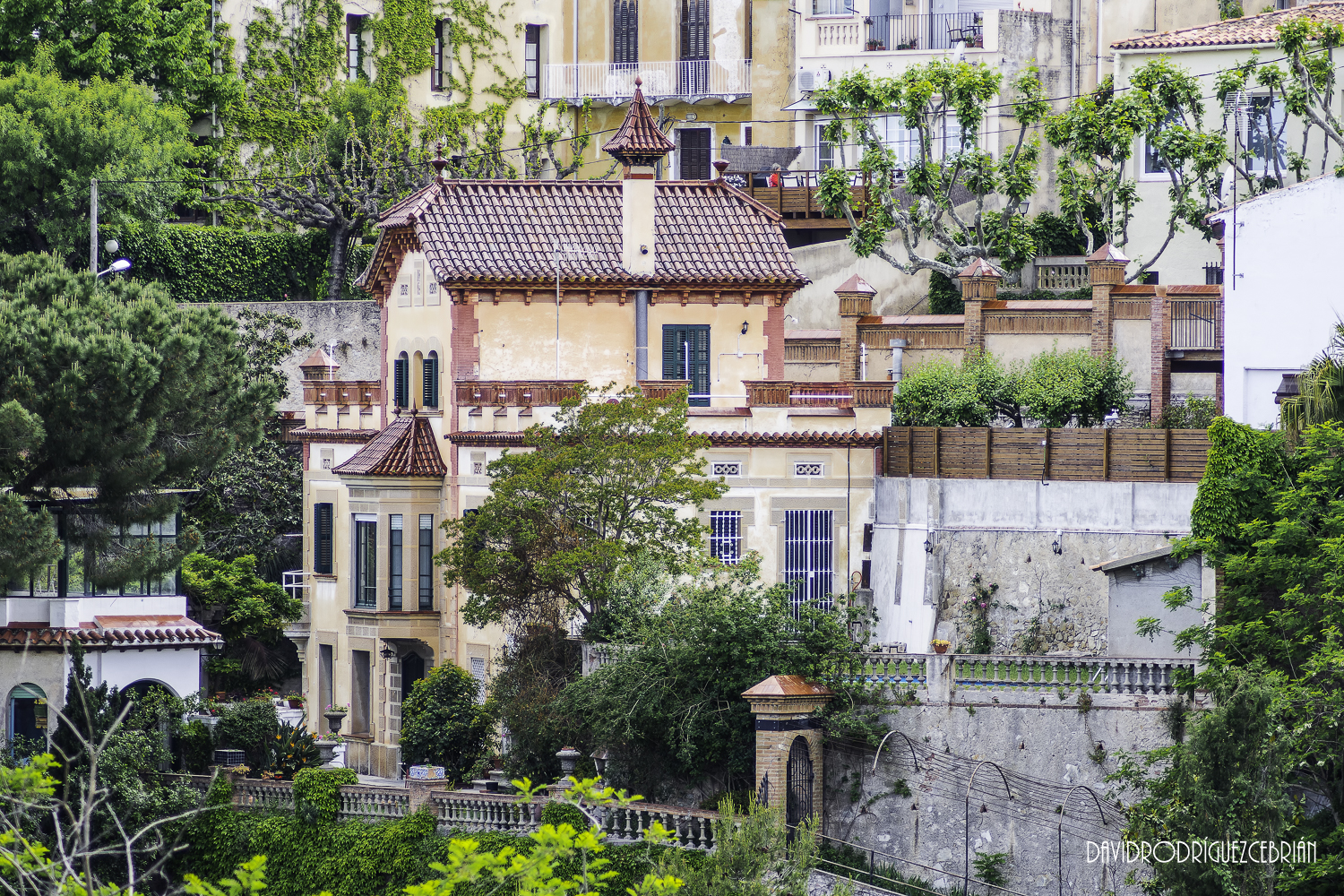
Villa Carlota o Ca l'Arnú